# Olha Você
Olha Você foi um programa de televisão brasileiro voltado ao jornalismo, com notícias, variedades, previsão do tempo, culinária, entrevistas e prestação de serviço. Foi exibido pelo SBT de segunda-feira à sexta-feira direto do estúdio 4, no CDT da Anhanguera. O programa estreou em 1 de setembro de 2008, teve uma reestreia no dia 23 de março de 2009 e teve seu último programa exibido no dia 27 de março de 2009.

## História
O programa estreou no dia 1 de setembro de 2008 sob o comando de Alexandre Bacci, Claudete Troiano, Ellen Jabour, e Francesco Tarallo.
Para aquecer a estreia, o programa Nada Além da Verdade com Claudete Troiano finalmente foi exibido na semana anterior (26/08). Entre as confissões, a apresentadora afirmou que inventou algumas vezes uma proposta do próprio Silvio Santos para valorizar seu passe. No entanto, a "mentira" virou realidade poucos meses depois da gravação deste programa. Na atração, Claudete faturou o prêmio máximo de R$100 mil, não mentindo em nenhum momento.
A semelhança entre o Hoje em Dia, da Rede Record, e o programa supostamente geraram rivalidade nos bastidores. O diretor Vildomar Batista afirmou que Silvio Santos queria copiar o projeto da atração matutina da Record.
| “ | Ele tirou meu braço direito (o diretor-assistente Ocimar de Castro), uma produtora-executiva e ainda está assediando mais gente da minha equipe. | ” |

 O apresentador, na época, Britto Jr. disse torcer pelo programa numa entrevista. Porém disse que, se Silvio Santos colocasse o programa contra o Hoje em Dia, "o bicho vai pegar", segundo ele.
Na primeira exibição do programa, o clima foi de tanto nervosismo que algumas gafes foram cometidas, tais como a apresentadora Claudete Troiano ter cortado inúmeras vezes seus colegas e também comentar que o céu do Edificio Italia estava lindo, não percebendo o quanto estava poluído. O primeiro quadro do programa não foi exibido, supostamente devido a alguma falha técnica, deixando o apresentador Alexandre Bacci confuso diante das câmeras. A timidez de Francesco Tarallo o afetou na hora de falar, ou também quando Alexandre Bacci cortou a fala da jornalista Roberta Peporine.
A partir do mês de outubro o programa passa por uma crise. Os apresentadores já não se entendiam mais, o clima era tenso e a audiência era a pior esperada. Chegou a se especular o fim do programa, devido às prerrogativas impostas por Silvio Santos aos programas de baixa audiência. Especulou-se também alterar o horário do programa para o período matutino e também a troca de diretores, porém nada concretizado.
Em novembro, Francesco Tarallo confunde o nome do programa: ao invés de falar Olha Você, chamou de Hoje em Dia, causando a revolta de um produtor que gritou bem alto o nome do programa corretamente.
O jornal Folha de S.Paulo, no início de dezembro, especulou uma ameaça de abandono por parte de Ellen Jabour.
Em 15 de dezembro, o programa passou por reformas: houve mudança das vinhetas, a jornalista Roberta Peporine passou a assumir o programa direto do estúdio, dividindo bancada com Alexandre Bacci, e a saída de Francesco Tarallo para tornar-se um repórter. Com as mudanças, o programa conseguiu chegar aos 5 pontos de média no dia 22 de dezembro de 2008.
Desde o dia 25 de janeiro de 2009, o programa deixou de ser ao vivo e passou a ser gravado pela manhã. Mas em 23 de março de 2009, após diversas mudanças, o programa voltou a ser ao vivo.
No programa do dia 20 de março de 2009, o apresentador Alexandre Bacci disse que esse seria o seu último programa. A partir dali, ele faria novos projetos na emissora. No mesmo dia em que Alexandre Bacci saiu do programa, Claudete Troiano também saiu, mas sem se despedir, ao contrário do jornalista.

### Fim
No dia 27 de março de 2009 o programa foi exibido normalmente ao vivo, e às 19h25 o diretor do programa, Ocimar de Castro, anunciou à toda equipe do programa e aos apresentadores que o programa tinha chegado ao fim.
No dia 28 de março de 2009 o site da emissora noticiou aos internautas o fim do programa em nota:
| “ | A partir de segunda-feira, dia 30 de março de 2009, Olha Você sai do ar. Após sete meses de exibição, o programa não atingiu as expectativas da emissora e dos telespectadores. Vamos exibir, no horário, Quem Não Viu, Vai Ver, com os programas Nada Além da Verdade e Ô... Coitado. | ” |

## Ficha tecnica

### Apresentadores da última fase
- Ellen Jabour (Variedades)
- Eloy Nunes (Previsão do tempo)
- Guilherme Arruda (Notícias Rápidas)
- Izabella Camargo (Notícias)
- Roberta Peporine (Notícias)

### Ex-apresentadores
- Alexandre Bacci (Notícias)
- Claudete Troiano (Variedades)
- Francesco Tarallo (Culinária)
- Nathália Arcuri (Previsão do tempo)
- Jorge Paulinetti (Arquitetura, decoração e artesanato)

### Apresentadoras Eventuais
- Alessandra Zamari (Notícias e Previsão do tempo)
- Simone Queiroz (Notícias e Previsão do tempo)

### Repórteres
- Alessandra Zamari
- Caroline Keller
- Cláudia Ramos
- Fabíola Figueiredo
- Gabriela Pasqualin
- Patrícia Biasi
- Rogério Garcia
- Rogério Vieira
- Simone Queiroz
- Solange Boulos

## Quadros

### Planeta Celebridade
Quadro que exibia notícias de celebridades. Estreou no mesmo dia da estreia do programa e terminou em 31 de dezembro de 2008.

### Culinária
Quadro identico ao do Hoje em Dia, o "Edu Delivery". Era quando o chef Francesco Tarallo ia cozinhar na casa de algum famoso. Em março, o quadro mudou de nome para Livro de Receitas do Thesco.

### Dicas
Sempre antes do intervalo, o programa exibia este quadro chamando alguns artistas para dar dicas para o lar.

### Game Ball
Esta era a única brincadeira premiada do programa. Os apresentadores não conseguiram dar o prêmio máximo acumulado, que era mais de R$ 8.000,00: então no último dia da brincadeira, o premio foi repartido para quatro telespectadores.

### No Olhar da Ellen
O quadro estreou no dia 23 de março de 2009. Era o quadro de moda do programa apresentado por Ellen Jabour.

### Dia de Folga dos Apresentadores
Este quadro mostrava o dia de folga dos apresentadores.

### O Ano Que Marcou a Minha Vida
Era um quadro que mostrava o ano que mais marcou a vida dos apresentadores.

### Sob Pressão
Era um quadro que fazia entrevistas com celebridades sobre perguntas picantes. Teve apenas dois convidados, Vitor Belfort e Scheila Carvalho, e já teve outro nome: Assento Quente.

### Dando uma Geral
O jornalista e apresentador Jorge Paulinetti ia até a casa do telespectador com uma equipe para organizá-la. Uma das maiores audiências do programa já que Jorge Paulinetti é jovem, bonito, repleto de carisma e é especializado em arquitetura. Desde o término da atração, apresentava o Notícias e Mais, na CNT.

### Busca Radical
Quadro apresentado por Beto Marden. Mostrava aventuras e provas radicais. No estilo "Raio X da Aventura", também do Hoje em Dia.

### Aventura em Dobro
Comandado por Ellen Jabour o quadro mostrava reportagens sobre animais, meio ambiente e outros assuntos, gravado pela apresentadora.

### Você por um Dia
Silvia Araújo vivia experiências diferentes, cada dia era uma: garçonete e muitas outras. No estilo "Trocando as Bolas", exibido pelo Domingo Legal.

## Abertura
A vinheta de abertura do programa, inicialmente, tinha os quatro apresentadores aparecendo com os seus nomes no canto da tela e, entre cada um, a sua função no programa. Na ordem, do início ao fim da abertura, tinha em seu início Ellen Jabour, passando por Alexandre Bacci, depois Francesco Tarallo e por último, Claudete Troiano, junto com a logomarca quase igual a vinheta do Hoje em Dia.
Com as mudanças no programa, a abertura se altera. Começa com os destaques e algumas manchetes das noticias do programa. Depois começa a abertura com o logo Você bem perto e com um tom espelhado. Nas letras aparecem cartões postais de algumas cidades do Brasil, de forma muito similar à abertura do programa Good Morning America da ABC News. A abertura mudou em março para a cor amarelo-laranja, como no Good Morning America, e em seguida para um tom azul.